# Danzas rituales onubenses
Las danzas rituales onubenses son un conjunto de danzas inscritas de manera colectiva en el Catálogo General del Patrimonio Histórico Andaluz como actividades de interés etnológico y cultural. Representan un patrimonio inmaterial vivo, dado de valor simbólico como seña de identidad de los grupos y las comunidades que lo recrean y reproducen anualmente. El conjunto de las danzas rituales onubenses es el más numeroso y rico de esta expresión cultural en la comunidad autónoma de Andalucía, con 14 danzas catalogadas de un total de 22.
Se trata de expresiones culturales que tienen lugar en el contexto y desarrollo de distintos rituales festivos y religiosos, constituyendo uno de los principales referentes simbólicos en los lugares en los que se realizan. Como manifestaciones festivo-religiosas poseen un significado vinculado al carácter del ritual, percibiéndose como parte indisociable de los actos y el ceremonial que lo integran. Además del valor identitario, de la religiosidad y el modo de percibir los rituales, las danzas poseen un valor social como hecho conformador de grupos sociales identificados por la acción común de la danza, por el género y en menor medida la edad. Son danzas interpretadas por hombres (jóvenes, niños y adultos) en las que sus protagonistas valoran el esfuerzo, resistencia, precisión y brío necesarios para su ejecución. Generalmente es una tradición que pasa de generación en generación
Las danzas conjugan en su ejecución una serie de bienes materiales e inmateriales de gran riqueza y variedad en cuanto a sus significados: indumentarias de los danzantes, objetos que portan, pasos de danza, figuras y mudanzas elaboradas, músicas de gaita y tamboril, símbolos y emblemas... Son elementos que van más allá del valor estético o artístico, pues marcan significativamente las diferencias entre unas danzas y otras. Lejos de ser expresiones culturales arcaicas, las danzas ejemplifican el valor y capacidad adaptativa de unos rituales y unos modos de expresión que gozan de una gran vitalidad en la provincia que está en España
Las danzas onubenses se ejecutan en doce pueblos, resaltando en su distribución territorial la comarca del Andévalo con diez poblaciones (Alosno, Cabezas Rubias, El Almendro, El Cerro de Andévalo, Puebla de Guzmán, San Bartolomé de la Torre, Sanlúcar de Guadiana, Villablanca, Villanueva de los Castillejos y Villanueva de las Cruces) y la comarca de la Sierra (Cumbres Mayores e Hinojales).

## Descripción general

Ámbito geográfico de las danzas rituales onubenses respecto a la provincia de Huelva.

Relacionadas directamente con rituales religiosos de gran significación en la provincia de Huelva, la mayoría de las danzas se realizan en honor de imágenes patronales locales, fundamentalmente advocaciones marianas (en seis casos) y santos (en cinco casos), a excepción de la danza del Corpus Christi en Cumbres Mayores y la danza de San Antonio de Alosno, santo no patronal y advocación de carácter grupal. Teniendo en cuenta la diversidad de actos y fases en los que se efectúan pueden distinguirse aquellas que tienen lugar en procesiones urbanas, las que se inscriben en el transcurso de romerías en santuarios rurales y las que se desarrollan en ambos contextos rituales, procesiones urbanas y romerías. La mayoría de las danzas se vinculan o dependen de las hermandades que organizan los rituales festivos, destacando la institución de la mayordomía, que asume durante los festejos el coste y organización de convites más o menos abiertos al conjunto de la colectividad.
Las danzas en general van a ser conocidas por los objetos que instrumentalizan los danzantes o por alguno de sus referentes. Llevan espadas los danzantes de San Antonio de Padua de Alosno, Cabezas Rubias, El Cerro de Andévalo, Puebla de Guzmán y San Bartolomé de la Torre; portan cascabeles los cascabeleros, también llamados de San Juan Bautista, y los danzantes del fandango «parao», de Alosno, así como los de la Virgen de la Rábida en Sanlúcar de Guadiana; garrotes los de Villanueva de las Cruces, y arquillos ornamentales los de Sanlúcar de Guadiana y de Villablanca. En todos los casos el paso de danza se marca con palillos y castañuelas.

### Rasgos comunes
Entre los rasgos comunes que pueden resaltarse del conjunto de danzas rituales, mantenidos inalterablemente en el tiempo, se destaca la condición masculina que tienen los danzantes y el número impar que componen los grupos, cuyo número oscila entre los diecinueve «cascabeleros» de San Juan en Alosno y los siete «lanzaores» de San Benito Abad, exceptuando el de Cumbres Mayores formado por diez danzantes, por el añadido del «contraguión». Dentro de cada grupo sobresale una persona que es la que marca el ritmo de los pasos y la secuencia de las mudanzas y figuras. El nombre con el que se denomina a este danzante generalmente es el de «cabeza», aunque también se le conoce como «guion», «manijero», «capitán» o «cruz», papel desempeñado normalmente por el más habilidoso, distinguiéndose en algunos lugares por algún rasgo o matiz en la indumentaria, generalmente un color diferente a los demás en algunas de sus prendas (chaleco, mantoncillo, banda o faja). En las danzas interpretadas con espadas, lanzas y garrotes destaca el último de la fila conocido como «rabeaor», «rabero» o «rabeón», cuyos movimientos implican cierta distinción con respecto al resto (balancear, raspear en el suelo, chocar con el resto de las espadas, etc.).

### Indumentaria
Respecto a la indumentaria de los danzantes, si bien en el pasado se caracterizaba por la escasez de signos rituales, en la actualidad se presenta como uno de los elementos que acentúan las particularidades y diferencias entre unas danzas y otras. Esta indumentaria se caracteriza en líneas generales por una mayor elaboración: pantalones abiertos en la parte inferior de la pernera o acortados hasta media pierna, tejidos en terciopelo azul o negro y ornamentados en su extremo inferior con cascabeles, madroños o botones forrados; medias de algodón caladas para cubrir las piernas; fajas ornamentales de colores, algunas de ellas bordadas; camisas blancas ribeteadas con finos encajes en las mangas, pecheras y cuellos; chalecos elaborados con telas multicolores; pañuelos o bonetes de tela bordada; y zapatillas o botas camperas. Además de estos rasgos los danzantes suelen llevar cintas multicolores ya sea en palillos o en los adornos de la cabeza, así como bandas cruzadas con cuidados bordados. Los antiguos mantoncillos solo se conservan en Sanlúcar de Guadiana y han sido sustituidos por un pañuelo en Villablanca. Dentro del grupo, la nota diferente a este patrón viene marcada por la diferenciación del «cabeza», «capitán», «guía» o «guion» con respecto al resto de danzantes, generalmente plasmada en un color diferente en algunas de sus prendas ya sea el chaleco, el mantoncillo, la banda o la faja.

### Ejecución
Las danzas consisten en una sucesión de mudanzas, cambios o figuras que los danzantes ejecutan en grupo bien sea mientras se desplazan, retroceden o permanecen quietos delante de las imágenes. Las mudanzas que se realizan en el transcurso de las procesiones suelen ser las más sencillas compuestas, a veces, por un único paso de calle o mudanza base. Por el contrario, será en las paradas, en el interior de los templos y las ermitas, donde se desarrollen las coreografías más complejas y vistosas. Las mudanzas o figuras que se realizan varían en número y complejidad de una población a otra e incluso entre los grupos de danzas de una misma población. En los grupos que emplean espadas, garrotes y «arquillos» no faltan los arcos de honor o de cortesía para las autoridades y mayordomos, así como los puentes que forman con estos objetos, girando sobre sí mismos y pasando bajo sus propios arcos. La mayor parte de las mudanzas carecen de nombres propios y de explicaciones acerca de su origen y significados, aunque se citan por las figuras que forman las acciones que realizan.

### Música
Vinculada de manera ineludible a la danza y los danzantes, se encuentra la música de gaita y tamboril interpretada por uno o más tamborileros que acompañan al grupo. Las melodías suelen ser sencillas, breves y reiterativas, así como el toque de tamboril que marca el ritmo y el paso de los danzadores.
Como se señala en el libro Danzas de la provincia de Huelva (Agudo et al., 2010), estos son los instrumentos musicales y objetos sonoros que participan en estas danzas:

En las actuales danzas de la provincia de Huelva la gaita y el tamboril permanecen como sus instrumentos por excelencia, acompañados en algunas de ellas por los palillos o castañuelas que llevan los danzaores. Si los danzantes portan espadas, lanzas o garrotes, éstos participan como objetos sonoros cuando el rabeador, rabeaor, rabeón o rabero entrechoca la suya con las del resto de danzantes o con ella araña o raspa el suelo. En otras, los movimientos de los danzantes que llevan cosidos o sujetos cascabeles, enriquecen con su tintineo y sus obstinatos rítmicos la música de la danza.
Capítulo Danza y tamboril del libro DANZAS DE LA PROVINCIA DE HUELVA
(Arredondo Pérez y García Gallardo, 2010, p.26)

## Orígenes
Sobre los orígenes y la evolución de las danzas rituales se conoce muy poco. En la escasa información disponible solo consta su existencia, pero no aporta nada sobre el modo en el que se ejecutaban las mudanzas y los procesos rituales en los que se insertan. Este desconocimiento histórico es resultado de la propia condición popular de las danzas y danzantes. El origen histórico de las danzas en la mayoría de las localidades se remonta popularmente a un pasado indefinido y lejano, ligado en ocasiones al origen mismo de la población. En unos casos se citan supuestas génesis precristianas relacionadas con danzas guerreras o rituales sanatorios y de invocaciones encaminados a proteger a la comunidad. En otros se señala que fueron traídas con los nuevos repobladores cristianos, tras la expulsión de los musulmanes, a partir del siglo XIII. En otras poblaciones se sugiere que fueron pastores trashumantes del norte de la península quienes las trajeron en sus desplazamientos por estas tierras. En cualquier caso, las referencias más antiguas de danzas festivas celebradas por diferentes motivos (celebraciones religiosas) en la provincia de Huelva, se remontan a los siglos XVII y XVIII, caso de Cumbres Mayores (1629) y Villablanca (1731). La última danza que se incorpora a esta tradición es la de San Sebastián en Cabezas Rubias en 1983, creándose la danza al mismo tiempo que se erige una ermita rural y se instituye una romería ex novo en su honor.

## Danzas
- Danza de los cascabeleros (Alosno)
- Fandango parao (Alosno)
- Danza de San Antonio de Padua (Alosno)
- Danza de las espadas (Cabezas Rubias)
- Danza del Corpus (Cumbres Mayores)
- Danza de la Virgen de la Esperanza (Cumbres Mayores)
- Danza de los Cirochos o Sirocos (El Almendro y Villanueva de los Castillejos)
- Danza de las lanzas (El Cerro de Andévalo)
- Danza de la Virgen de la Tórtola (Hinojales)
- Danza de espadas (Puebla de Guzmán)
- Danza de las espadas (San Bartolomé de la Torre)
- Danza de la Virgen de la Rábida (Sanlúcar del Guadiana)
- Danza de los palos (Villablanca)
- Danza de Garrotes (Villanueva de las Cruces)

## Enlaces de interés
- Danzas rituales de Huelva en la base de datos de Patrimonio Inmaterial de Andalucía. Instituto Andaluz del Patrimonio Histórico

- Datos: Q5799275